# Luciano Acosta
Luciano Federico „Lucho“ Acosta (* 31. Mai 1994 in Rosario) ist ein argentinischer Fußballspieler. Er spielt seit Sommer 2025 beim brasilianischen Erstligisten Fluminense Rio de Janeiro.

## Karriere
Acosta spielte in der Jugend ab 2007 für die Boca Juniors, für die er am 9. Februar 2014 beim Ligaspiel gegen die Newell’s Old Boys auch sein Profidebüt gab. Nach insgesamt 25 Ligaspielen wechselte er Anfang 2015 auf Leihbasis zu Estudiantes de La Plata. Immer noch bei den Boca Juniors unter Vertrag, wurde er zu Beginn der Saison 2016 an D.C. United in die MLS verliehen. In Washington D.C. konnte er sich schnell durchsetzen, so dass das Franchise ihn zum Ende der Saison fest verpflichtete. Der genaue Kaufpreis wurde nicht veröffentlicht, es handelte sich aber laut offiziellen Angaben um den teuersten Transfer in der Franchisegeschichte. Nach insgesamt vier erfolgreichen Jahren bei D.C. United, in denen dreimal die Play-offs erreicht wurden, wechselte Acosta Ende 2019 in die Liga MX zu Atlas Guadalajara. Nach etwas mehr als einem Jahr kehrte Acosta in die MLS zurück, wo ihn der FC Cincinnati unter Vertrag nahm. 2023 konnte Cincinnati die Regular Season als bestes Franchise abschließen und so den MLS Supporters’ Shield gewinnen. Acosta war mit 17 Toren und 10 Torvorlagen maßgeblich an diesem Erfolg beteiligt und wurde zum MVP der Regular Season ernannt. Kurz zuvor war bekannt geworden, dass Acostas Vertrag bis 2026 verlängert wurde, wobei Cincinnati eine Option auf ein weiteres Jahr besitzt. Im Februar 2025 wechselte Acosta von Cincinnati zum FC Dallas.
Bereits ein halbes Jahr später zog es Acosta nach Brasilien zu Fluminense Rio de Janeiro, die ihn mit einem Vertrag bis 2028 ausstatteten.

## Erfolge und Auszeichnungen

### Titel
- MLS Supporters’ Shield: 2023

### Individuell
- MLS Most Valuable Player (MVP): 2023
- MLS Best XI: 2018, 2022, 2023, 2024
- MLS All-Star: 2022, 2023